# 原碳酸
原碳酸是一种无机化合物，化学式H4CO4，其中的碳原子与4个羟基以共价键相连，因此是一种四醇。理论上，原碳酸可以离解四个氢离子，生成碳氧阴离子CO4−
4（原碳酸根），因此也是碳的一种含氧酸。
计算认为原碳酸极不稳定，会立刻分解为碳酸和水，因此长期以来都被认为是假想化合物。
H4CO4 → H2CO3 + H2O
不过，原碳酸已于2025年通过在极低温下电子辐照水与二氧化碳的混合物制得，此发现由质谱法证实。
原碳酸可能在高压下稳定，因此可能存在于含有大量水和甲烷的冰巨行星天王星和海王星内部。

## 原碳酸盐
原碳酸是四元酸，可以解离成四种原碳酸根，分别是H
3CO−
4、H
2CO2−
4、HCO3−
4和CO4−
4。
在高压下可以合成CO4−
4的盐，如Ca
2CO
4和Sr
2CO
4，其结构已通过X射线衍射确定。原碳酸锶 Sr
2CO
4在常压下稳定，其中的原碳酸根呈四面体形分子构型，C-O键长1.41 Å。类似的Sr
3[CO
4]O也可以在常压下稳定存在。

## 原碳酸酯
原碳酸可以形成酯。例如，它可以形成原碳酸四乙酯，可以用三氯硝基甲烷和乙醇钠在乙醇中製取。 另外，聚原碳酸酯是稳定的，可以用于吸收污水中的有机溶剂，或用于牙科还原材料。